# Lisianthius umbellatus
Lisianthius umbellatus är en gentianaväxtart som beskrevs av Olof Swartz. Lisianthius umbellatus ingår i släktet Lisianthius och familjen gentianaväxter. Inga underarter finns listade i Catalogue of Life.